# Križ na Vidovoj gori (1934.)
Križ na Vidovoj gori je bio monumentalni križ na najvišem vrhu otoka Brača i svih jadranskih otoka, na Vidovoj gori, na 780 metara nadmorske visine. Podignut je i blagoslovljen 14. rujna 1934. godine. Srušen je u drugome svjetskom ratu, 1944. godine. Nadomjestio ga je 1998. novi križ.